# Maison forestière à Weissenbach
Maison forestière à Weissenbach est un tableau réalisé par le peintre austro-hongrois Gustav Klimt en 1914. Cette huile sur toile de format carré représente la façade d'une maison forestière à Steinbach am Attersee, en Autriche. Résidence de l'artiste pendant ses vacances d'été, l'édifice est figuré couvert de lierre grimpant, des fleurs à certaines de ses fenêtres et dans la pelouse à ses pieds. L'œuvre fait partie de la collection constituée par Estée Lauder. Elle est conservée à la Neue Galerie de New York, aux États-Unis.